# Kościół i klasztor franciszkanów w Okoličném

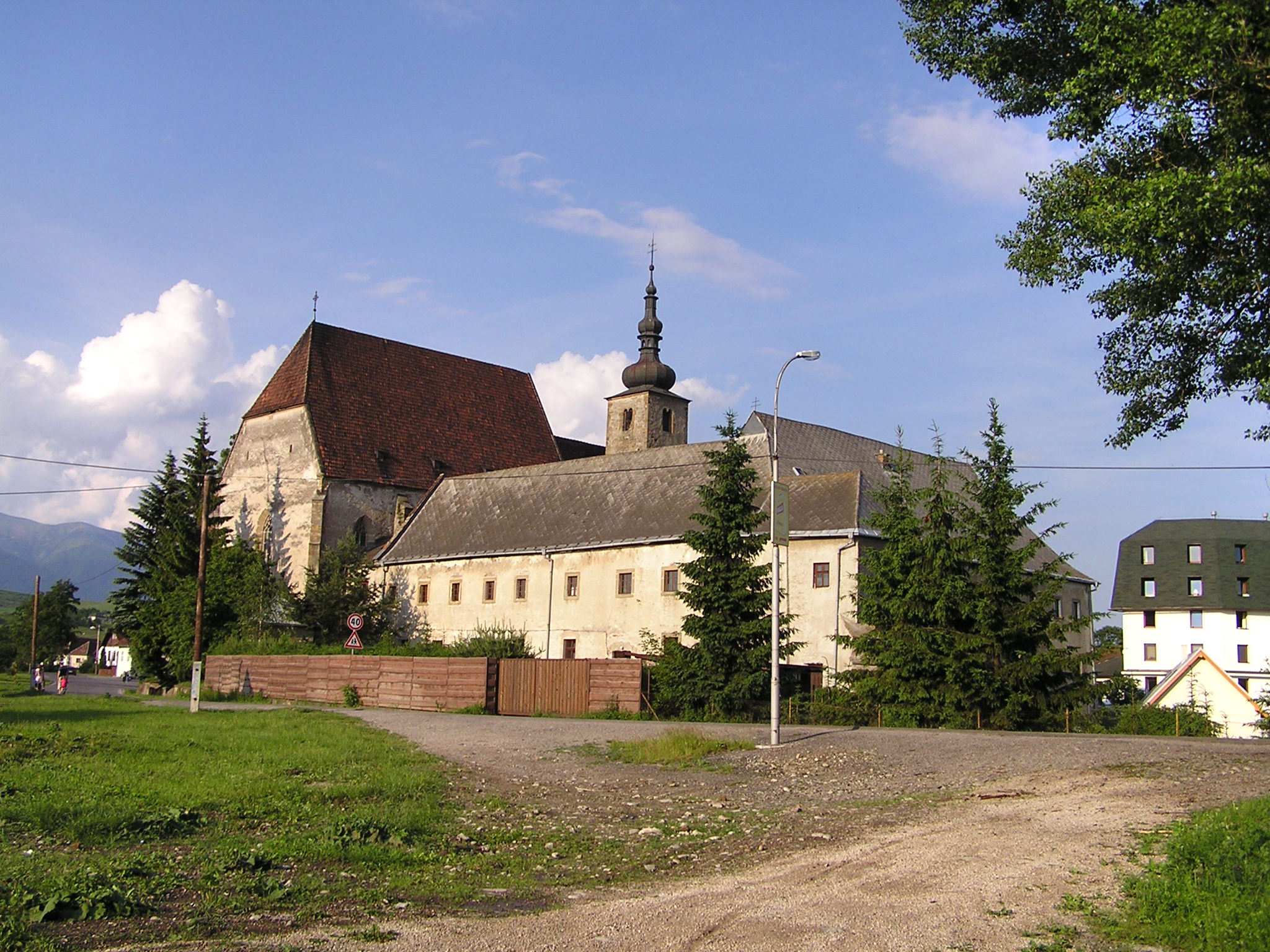

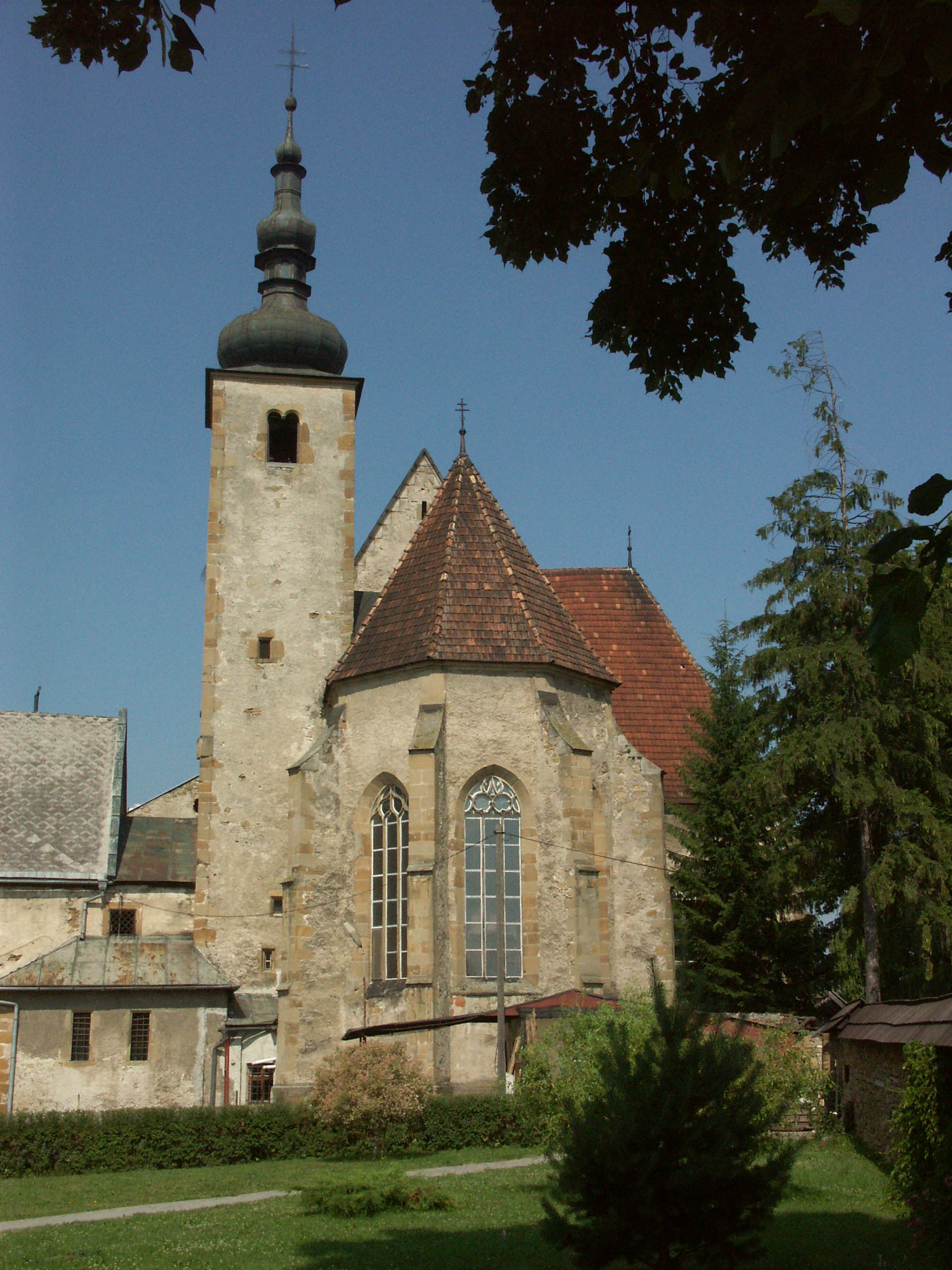

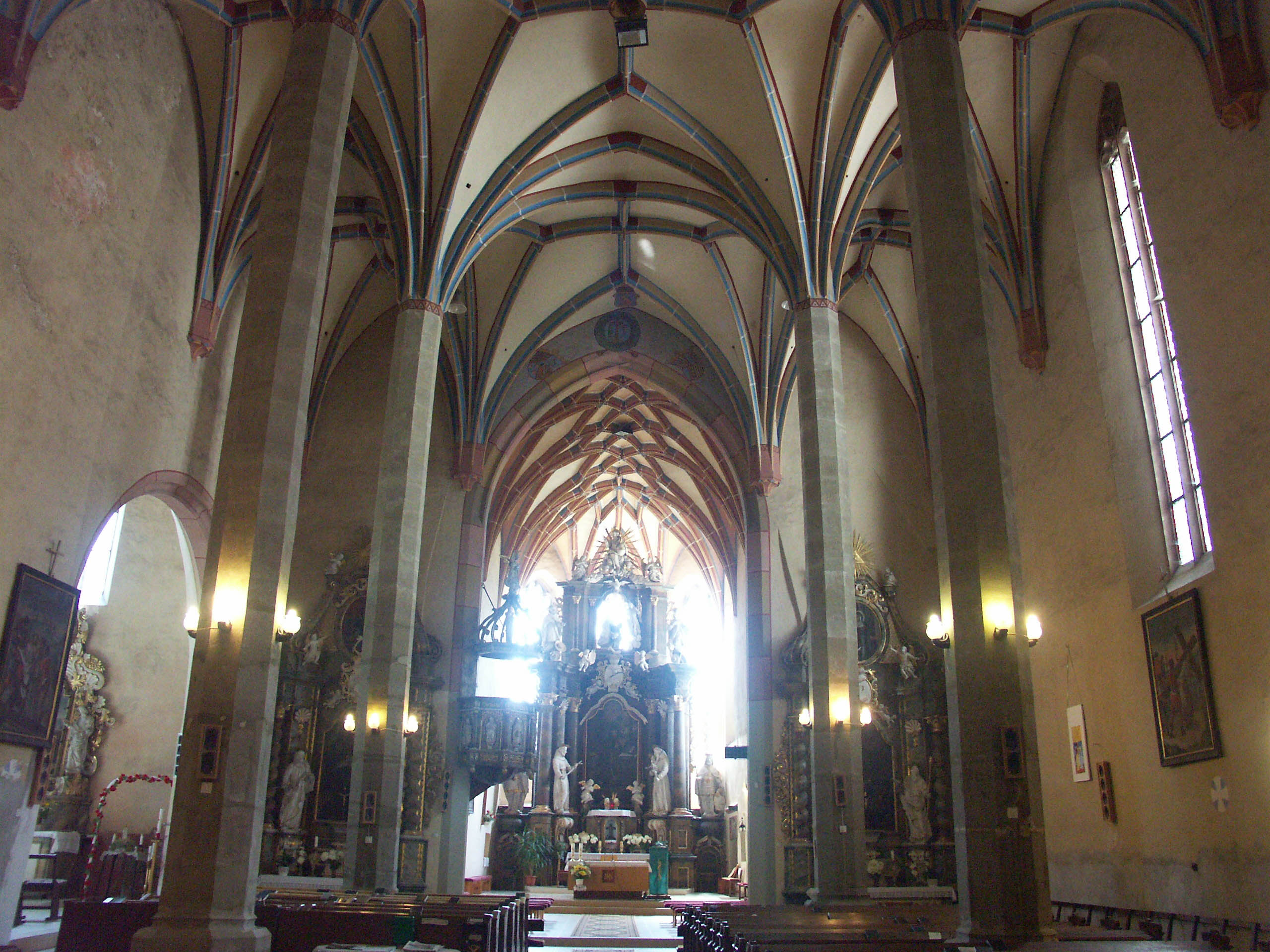

Kościół i klasztor franciszkanów w Okolicznem – zespół klasztorny na Słowacji, w dzielnicy Liptowskiego Mikułasza (do 1971 r. samodzielnej wsi) zwanej Okoliczne. Składa się z dawnego klasztoru franciszkanów oraz  kościoła pod wezwaniem św. Piotra z Alkantary, położonych nad brzegiem Wagu. Jako wytwór czystego, dojrzałego gotyku jest cennym świadkiem końca epoki średniowiecza. Zarówno w całości jak i w wielu szczegółach stanowi jeden z najcenniejszych zabytków architektury gotyckiej na Liptowie.

## Położenie
Zespół, położony na prawym brzegu Wagu, stanowi dominantę wschodniej części Liptowskiego Mikułasza.

## Historia
Zespół klasztorny został zbudowany w latach 1476-1492 w stylu gotyckim. W 1697 r. był przebudowany w stylu późnorenesansowym, a w latach 1903-1904 restaurowany według planów architekta O. Sztehla. Obecnie nie wykorzystywany jako klasztor.

## Architektura
Klasztor, wzniesiony na planie prostokąta wokół wewnętrznego dziedzińca, pierwotnie był na parterze otwarty ku niemu arkadowymi krużgankami. Przebudowywany w XVI i XVII w. Zachowały się w nim renesansowe sklepienia, portale i okna.
Kościół, usytuowany na północ od zabudowań klasztornych, orientowany, posiada formę trójnawowej pseudobazyliki z wydłużonym prezbiterium, oddzielonym od nawy głównej wydatnym łukiem tęczowym. Nawy nakryte są wspólnym dachem dwuspadowym. Podobnym dachem, niższym od dachu nawy, nakryte jest prezbiterium. Nietypowo usytuowana czworoboczna wieża z zegarem słonecznym, nakryta cebulastym hełmem z wysmukłą latarnią, przylega do południowej ściany prezbiterium. Pod wieżą znajduje się przejście do budynku klasztoru, stanowiącego jedną całość z kościołem.
Czteroprzęsłowe prezbiterium długości 15 m, zamknięte trójbocznie, oświetlone jest czterema wysokimi oknami i nakryte pięknym sklepieniem sieciowym. Nawy (również czteroprzęsłowe) przykryte są sklepieniem gwiaździstym, wspartym na sześciu ośmiobocznych filarach o kwadratowych bazach. Do głównej nawy, długości 27 m, światło przenika jedynie dwoma gotyckimi oknami w jej południowej ścianie. Od zachodu nawę kończy niewysoki chór o trzech przęsłach, wsparty na dwóch przysadzistych filarach. Okazałe organy pochodzą z warsztatu mistrza J. Tučeka z Kutnej Hory w Czechach. Od północnej strony do naw dobudowana jest kaplica szerokości dwóch przęseł, sklepiona sieciowo i nakryta osobnym dachem. Pod jej posadzką znajdują się groby miejscowych ziemian z rodziny Okolicsanyich.

## Wyposażenie kościoła
Wyposażenie kościoła w większości XVIII-wieczne, barokowe. W jego skład wchodzi osiem bogato zdobionych ołtarzy, ambona z figurami czterech Ewangelistów oraz cenne, rzeźbione ławki z 1721 r. Olejne obrazy przedstawiające stacje Drogi krzyżowej na ścianach pochodzą najprawdopodobniej z XVII w. Z pierwotnego wyposażenia świątyni zachował się m.in. krucyfiks z ok. 1490 r. W ołtarzu św. Andrzeja z 1710 r. znajdowały się pierwotnie rzeźby św. Barbary i św. Katarzyny – dzieła Mistrza Pawła z Lewoczy z ok. 1510 r. W kościele znajdował się również obraz przedstawiający Najświętszą Marię Pannę z początku XVI w., dzieło miejscowego artysty, zwanego „mistrzem z Okolicznego”. Pochodził on z pierwszego ołtarza głównego kościoła, powstałego w pierwszej dekadzie XVI w.

### Muzeum L. Mattyasovszkiego
W południowej nawie kościoła znajduje się nowo odkryty, gotycki portal, który ujawnia zarówno fragmenty pierwotnych polichromii kościoła jak i znaki (gmerki) dawnych kamieniarzy. Prowadzi on do znajdującego się obecnie w budynku klasztornym Muzeum L. Mattyasovszkiego (słow. Muzeum L. Mattyasovszkého). Ekspozycja obejmuje cztery części tematyczne. Jedna z nich poświęcona jest postaci osiemnastowiecznego nitrzańskiego biskupa Ladislava (Władysława) Mattyasovszkiego z Markuszowiec. W innej można obejrzeć m.in. wspomniane wyżej dwie gotyckie rzeźby (poprzednio eksponowane w  Galerii P. M. Bohúňa w Liptowskim Mikułaszu).